# Scopula orphanaeata
Scopula orphanaeata är en fjärilsart som beskrevs av Fuchs 1904. Scopula orphanaeata ingår i släktet Scopula och familjen mätare. Inga underarter finns listade.